# توهو زینک
توهو زینک (انگلیسی: Toho Zinc) شرکت فلزات ژاپنی است، که در سال ۱۹۳۷ تأسیس شد.